# اللادينية في الإمارات العربية المتحدة
تُعتبر اللادينية في الإمارات العربية المتحدة نادرة، حيث أن ما يصل إلى 4٪ فقط من الأشخاص يذكرون أنهم لادينيين بحسب استطلاع للرأي أجرته مؤسسة غالوب، وهذا غير قانوني للمسلمين، إذ أن المرتدين عن الإسلام يواجهون عقوبة قصوى من عقوبة الإعدام بموجب قانون مكافحة ازدراء الأديان في البلاد. هذا الأمر جعل العديد من الأسئلة تُطرح حول حرية المعتقد في دولة الإمارات العربية المتحدة.
يوجد الإلحاد في المنطقة بشكل رئيسي بين المغتربين الأجانب وعدد صغير جداً من الشباب المحلي. ووفقاً لسلطان سعود القاسمي، فإنه بحكم تأسيس الإسلام في شبه الجزيرة العربية منذ أكثر من 1400 سنة، تتمتع منطقة الخليج العربي بتقليد وتاريخ إسلاميين طويلين، وترتبط ارتباطاً قوياً بالهوية الوطنية. وبالتالي، فإن أي إهمال أو نقد للدين «يعادل الابتعاد عن الهوية الوطنية». ويُشير القاسمي إلى أن استخدام وسائل التواصل الاجتماعي عبر الإنترنت لا يزال أقوى وسيلة للتعبير لدى الملحدين الخليجيين، خاصة لما توفرها هذه المنصات من خيارات لعدم الكشف عن هويتهم. ومن رواد المدونين الملحدين الإماراتيين أحمد بن كريشان، المعروف في عالم التدوين العربي بالدفاع عن وجهات النظر الإلحادية والعلمانية.